# Венегацу (Тревизо)
Венегацу је насеље у Италији у округу Тревизо, региону Венето.
Према процени из 2011. у насељу је живело 1613 становника. Насеље се налази на надморској висини од 104 м.